# Tele2
Tele2 es una compañía multinacional sueca de telecomunicaciones fundada en 1993 por Jan Stenbeck, y opera en la mayor parte del territorio europeo. Cotiza en la bolsa de Estocolmo desde 1996. Ofrece servicios de telefonía fija y móvil, red de datos e Internet, televisión por cable y servicios de contenidos.

## Perfil de la empresa
El Grupo Tele2 obtuvo el pasado ejercicio, unos ingresos de 5.316 millones de euros y unos beneficios de 702,51 millones de euros. 
Tiene alrededor de 30 millones de clientes, está presente en 14 países de forma directa, y en 10 países en forma de marca comercial, siendo otra compañía quien tiene la propiedad de la empresa pero utiliza la marca comercial Tele2. 
Opera de forma propietaria en Suecia, Noruega, Croacia, Estonia, Letonia, Lituania, Rusia, Alemania, Austria, Países Bajos, Serbia y Bosnia-Herzegovina. Ofrece servicios de ISP, televisión y telefonía fija y móvil.

### Antiguas operaciones

En verde, actuales países donde el Grupo Tele2 explora las telecomunicaciones. En rojo, antiguas operaciones del grupo Tele2.

Tuvo presencia en Finlandia, Reino Unido, Irlanda, Francia, República Checa, Dinamarca, Portugal, Hungría, Luxemburgo, Bélgica, Liechtenstein, Polonia, España, Italia, Suiza, en estos dos últimos, se sigue utilizando la marca comercial Tele2 pero es propiedad de otras compañías.
- En Finlandia, dejó el mercado en 19 de agosto de 2005, porque no había beneficio ni clientes, siendo la causa principal de su abandono la empresa Elisa, que tenía el monopolio en las llamadas locales.
- En Reino Unido e Irlanda, sus operaciones fueron vendidas al grupo Carphone Warehouse, en 19 de septiembre de 2005 por 8,7 millones de libras esterlinas, coincidiendo con la compra de One.Tel, principal competidor, también adquirida por el grupo Carphone Warehouse (conocida en España por las tiendas The Phone House).
- En Francia, sus operaciones fueron vendidas a SFR, compañía propiedad de Vodafone y Vivendi, por valor de 360 millones de euros.
- En Dinamarca, sus operaciones fueron vendidas a Telenor, en 9 de mayo de 2007 por 112 millones de Euros.
- En Portugal, sus operaciones fueron vendidas a Sonaecom, del grupo Sonae, en 28 de junio de 2007, coincidiendo con la compra de los negocios de particulares y profesionales liberales a Oni Telecom.
- En Hungría, sus operaciones fueron vendidas a HTCC, en 9 de julio de 2007.
- En Bélgica, sus operaciones fueron vendidas a KPN, en 20 de agosto de 2007.
- En España e Italia, fue anunciada la venta de sus operaciones a Vodafone, en 6 de octubre de 2007 por valor de 770 millones de euros. Esta venta no afectó al nombre comercial Tele2, el cual Vodafone explotó hasta marzo de 2009 en el caso de España.
- En Austria, sus operaciones en Operador móvil virtual fueron vendidas a Telekom Austria, en 8 de octubre de 2007. Sin embargo, hay mantenido las operaciones en Telefonía fija y Internet.
- En Liechtenstein y Luxemburgo, fue anunciada la venta de sus operaciones a Belgacom, en 26 de junio de 2008.
- En Polonia, fue anunciada la venta de sus operaciones a Netia, en 30 de junio de 2008.
- En Suiza, sus operaciones fueron vendidas a TDC Sunrise, en 29 de septiembre de 2008.

Este giro comercial por parte de Tele2, viene debido al incremento de compañías y ofertas en estos países, y la ampliación de cuota de mercado de los antiguos monopolios, que deja a Tele2 en mal lugar para competir, y con una pésima obtención de beneficios. Otro de los motivos es penetrar en mercados en desarrollo económico y dedicarse a otros tipos de negocio.

## En España
Tele2 compró Comunitel en julio de 2005. Tele2 Comunitel cuenta con 800.000 clientes residenciales y empresas, a los que ofrece soluciones globales, que cubren los servicios de telecomunicaciones en telefonía, datos, Internet, Telefonía IP, seguridad, y otros servicios de valor añadido.
- El 6 de octubre de 2007 Tele2 España (junto con Tele2 Italia) fue adquirida por la británica Vodafone, informando que en los próximos meses la marca "Tele2" desaparecerá, siendo sustituida por el nombre comercial "Vodafone".